# Bridgewater, Connecticut
Bridgewater är en kommun (town) i Litchfield County i delstaten Connecticut, USA med cirka 1 824 invånare (2000). Den har enligt United States Census Bureau en area på totalt 44,8 km² varav 2,7 km² är vatten.